# Megalastrum molle
Megalastrum molle är en träjonväxtart som beskrevs av Alan Reid Smith. Megalastrum molle ingår i släktet Megalastrum och familjen Dryopteridaceae. Inga underarter finns listade.